# Дональдсон, Норма
Норма Дональдсон (англ. Norma Donaldson; 18 августа 1928[…], Нью-Йорк, Нью-Йорк — 22 ноября 1994[…], Лос-Анджелес, Калифорния) — американская актриса и певица.
Норма родилась в Нью-Йорке 8 июля 1928 года. Она начала свою карьеру как певица в ночном клубе и затем некоторое время гастролировала по США с в то время уже известными музыкантами Гарри Белафонте и Леной Хорн. В 1970-е годы она была довольно популярна на Бродвее, особенно запоминающейся стала её роль мисс Аделаиды в постановке 1976 года «Парни и куколки».
Норма умерла от рака в Лос-Анджелесе 22 ноября 1994 года в возрасте 66 лет.

## Избранная фильмография
- Поэтичная Джастис (1993) — тётя Мэй
- Домашняя вечеринка (1990) — Милдред
- Слуга дьявола (1988) — Эбби
- Остаться в живых (1983) — Фатима
- С девяти до пяти (1980) — Бэтти
- По ту сторону 110-й улицы (1972) — Глория Робертс